# Seux
Seux là một xã ở tỉnh Somme, vùng Hauts-de-France, Pháp.

## Địa lý
Thị trấn này có cự ly khoảng 7 dặm Anh về phía tây nam của Amiens, trên đường D95e.

## Dân số
| 1962                                                  | 1968 | 1975 | 1982 | 1990 | 1999 |
| ----------------------------------------------------- | ---- | ---- | ---- | ---- | ---- |
| 99                                                    | 117  | 148  | 168  | 162  | 158  |
| Số liệu dân số từ năm 1962, dân số không tính hai lần |      |      |      |      |      |